# Metaphycus utibilis
Metaphycus utibilis är en stekelart som beskrevs av Annecke och Mynhardt 1971. Metaphycus utibilis ingår i släktet Metaphycus och familjen sköldlussteklar. Inga underarter finns listade i Catalogue of Life.